# Syntormon luishuiense
Syntormon luishuiense är en tvåvingeart som beskrevs av Yang och Saigusa 2001. Syntormon luishuiense ingår i släktet Syntormon och familjen styltflugor.
Artens utbredningsområde är Yunnan (Kina). Inga underarter finns listade i Catalogue of Life.